# 區 (韓國)
區是韓國的行政區劃單位，分為自治區及一般區兩種。截至2017年6月底，韓國全國總共有69個自治區、以及32個一般區。而在這69個自治區當中，單單位於首爾的就有25個。

## 自治區
自治區為在特別市及廣域市當中，享有自治權、並自有地方議會的二級行政區劃，為地方自治團體，其下轄僅能為行政洞。

## 一般區
一般區則是二級行政區劃特例市（人口高於100萬但沒升格廣域市的市）、大都市（人口高於50萬的市）與三級行區劃（行政洞、邑、面）間的派出性質區劃，不具地方自治團體身分。